# 王吉 (明朝)
王吉，襄阳人，明朝政治人物。举人出身。
王吉曾于永乐年间接替陈厥后任延平府知府一职，宣德年间(1426～1435年)由雷诚接任。